# روبي سميث (مغنية)
روبي سميث (بالإنجليزية: Ruby Smith)‏ هي مغنية وكاتبة غنائية أمريكية، ولدت في 24 أغسطس 1903 في نيويورك في الولايات المتحدة، وتوفيت في 24 مارس 1977 في آناهايم في الولايات المتحدة.

## وصلات خارجية
- روبي سميث على موقع ميوزك برينز (الإنجليزية)
- روبي سميث على موقع أول ميوزيك (الإنجليزية)
- روبي سميث على موقع ديسكوغز (الإنجليزية)